# دس کالینز
دس کالینز (انگلیسی: Des Collins; ۱۵ آوریل ۱۹۲۳ – ۱۷ ژوئیهٔ ۲۰۱۷) بازیکن فوتبال اهل بریتانیا بود.
از باشگاه‌هایی که در آن بازی کرده‌است می‌توان به باشگاه فوتبال بارو، باشگاه فوتبال ای‌اف‌سی بورنموث، باشگاه فوتبال چسترفیلد، باشگاه فوتبال کارلایل یونایتد، باشگاه فوتبال بوستون یونایتد، و باشگاه فوتبال شروزبری تاون اشاره کرد.